# 田湾镇
田湾镇，是中华人民共和国湖南省怀化市辰溪县下辖的一个乡镇级行政单位。

## 行政区划
田湾镇下辖以下地区：
田湾社区、乌金村、铺里桥村、田湾村、农科村、樟枣溪村、选场村、天门洞村、杨梅坳村、枫香塘村、烟竹坪村、葛里村、鸡岩村和金坪村。